# الکساندر کورشکوف (بازیکن فوتبال)
الکساندر کورشکوف (روسی: Александр Иванович Корешков؛ زادهٔ ۲۳ ژوئیهٔ ۱۹۵۲) بازیکن فوتبال اهل اتحاد جماهیر شوروی سوسیالیستی است.
از باشگاه‌هایی که در آن بازی کرده‌است می‌توان به باشگاه فوتبال سوکول ساراتوف، باشگاه فوتبال اسپارتاک مسکو، و باشگاه فوتبال زسکا خاباروفسک اشاره کرد.